# Bisztrai Mária

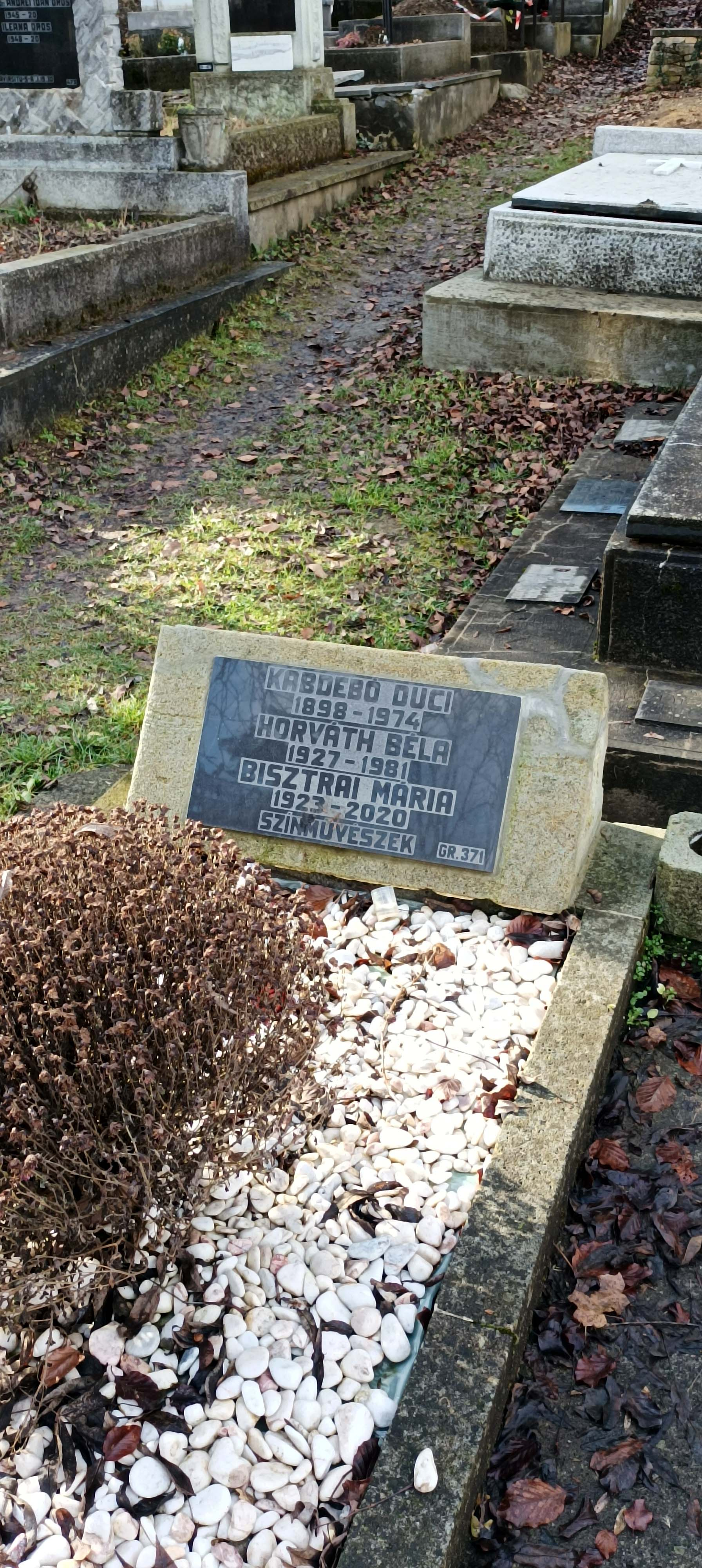
Sírja a Házsongárdi temető Kertek nevű parcellájában

Bisztrai Mária (Kolozsvár, 1923. május 25. – Kolozsvár, 2020. december 6.) romániai örmény-magyar színésznő, Horváth Béla felesége.

## Élete
Petru Groza román miniszterelnök és Kabdebó Duci színésznő gyermeke.
Anyai ágon az erdélyi nemesi örmény Kápdebó család leszármazottja.  1951-ben végzett a kolozsvári Magyar Művészeti Intézetben, ezután a Kolozsvári Állami Magyar Színházhoz szerződött. Férje, Horváth Béla szintén a kolozsvári színház színésze és rendezője volt. 1969-től nyugdíjazásáig (1985) ő töltötte be a színház igazgatói tisztségét, ezen időszakban mutatták be Sütő András drámáit (Egy lócsiszár virágvasárnapja, Csillag a máglyán, Káin és Ábel, Szuzai menyegző). A színház örökös tagjává nyilvánította.
Játszott filmekben is, köztük a Déry Tibor regényéből készült 141 perc a befejezetlen mondatból; Szindbád; Mephisto. Szerepet kapott a Lumini și umbre (Fények és árnyak) c. román filmben is. Számos előadóestet tartott, gyakran szerepelt a Román Rádió és a Televízió magyar nyelvű adásaiban.

## Főbb szerepeiből
- Csehov: Három nővér (Natasa, Mása)
- Lope de Vega: A kertész kutyája) (Diana)
- Heltai Jenő: A néma levente (Zilia)
- Móricz Zsigmond: Úri muri (Rhédey Eszter)
- Tennessee Williams: A vágy villamosa (Blanche)
- Katona József: Bánk bán (Gertrudis)

## Filmszerepei
- Laura – 141 perc a befejezetlen mondatból, rendező Fábri Zoltán
- Motzné – Mephisto, rendező Szabó István